# کمال‌آباد (فیروزآباد)
کمال‌آباد، روستایی در دهستان بایگان بخش مرکزی شهرستان فیروزآباد در استان فارس ایران است.

## جمعیت
بر پایه سرشماری عمومی نفوس و مسکن در سال ۱۳۹۵، جمعیت این روستا برابر با ۲۲۴ نفر (۶۰ خانوار) بوده است.